# 盧蘇里亞加元帥省

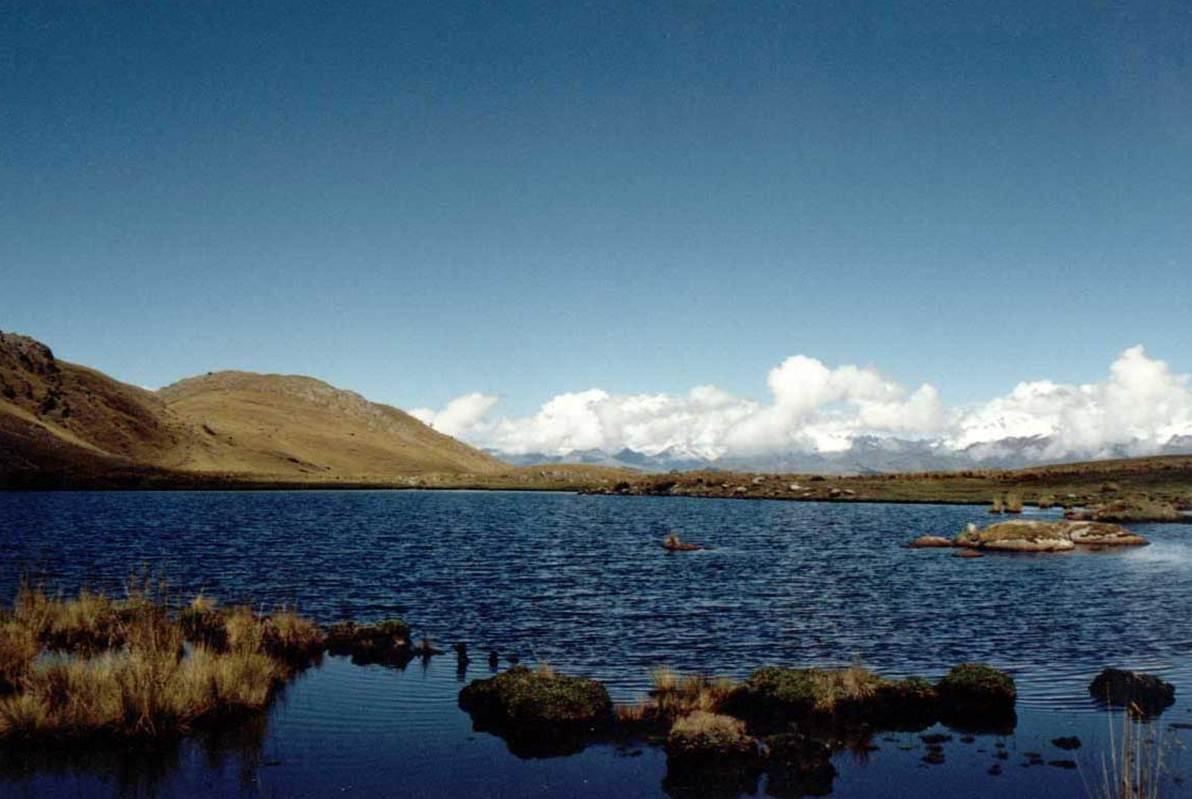

盧蘇里亞加元帥省（西班牙語：Provincia de Mariscal Luzuriaga）是秘魯的省份，位於該國北部安卡什大區，得名于托比里奧·德·盧蘇里亞加元帅，首府是皮斯科班巴，始建於1956年1月12日，面積731平方公里，2007年人口23,482，人口密度每平方公里32.12人。
8°52′59″S 77°21′00″W / 8.88306°S 77.35000°W